# Carrick-on-Shannon
Carrick-on-Shannon (irsk: Cora Droma Rúisc) er en by med 3163 indbyggere (2006) i grevskabet Leitrim (nær grænsen til grevskabet Roscommon) i Irland og administrationsby for grevskabet Leitrim. 
Carrick-on-Shannon er en mellemstation på togstrækningen Dublin – Sligo og ligger ved hovedvej N4, der også forbinder de to byer.
Byen ligger direkte ved floden Shannon og er et vigtigt udgangspunkt for turister der vil leje en båd og sejle på Shannon. Den kendte Carrick-on-Shannon Roklub blev, oprettet 1836. Det gamle klubhus og mange af de gamle traditioner er bevaret.  
Den katolske kirke St. Mary fra 1879 er bygget i gotisk stil, blev renoveret i 2010. Den anglikanske kirke St. George's Church er fra 1829. 
Inden for en radius af 10 km ligger der 41 søer, som velegnet til lystfiskeri. Fiskekort kan købes på byens turistkontor.  
Byen er veskabsby med den franske by Cesson-Sévigné.